# Kaiserstraße (Offenbach am Main)
Die Kaiserstraße ist die neben der Frankfurter Straße wichtigste Verkehrs- und Geschäftsstraße in der Offenbacher Innenstadt.

## Verlauf
Die Kaiserstraße ist die Hauptachse der westlich des alten Stadtkerns gelegenen gründerzeitlichen Stadterweiterung Offenbachs. Nach der Art eines großstädtischen Boulevards führt sie in Süd-Nord-Richtung vom 1873 eröffneten Hauptbahnhof bis zum Mainufer. Dort setzt sich die Straße seit 1887 mit der Carl-Ulrich-Brücke nach Frankfurt-Fechenheim fort.
Der Hauptbahnhof bildet den südlichen Endpunkt der geradlinig verlaufenden Straßenachse. Der Verkehr mündet hier in die quer zum Bahnhofsgebäude und zur Kaiserstraße verlaufende Bismarckstraße.
Die erste Querstraße nach der Bismarckstraße ist die nach dem ehemaligen Krankenhaus benannte Hospitalstraße. Die zweite ist die Geleitsstraße, die nach Westen zum Schillerplatz und nach Osten zum Marktplatz führt. Von Südwesten mündet hier ebenfalls die Rathenaustraße ein. Dazwischen befindet sich das Justizzentrum. Die Klassifizierung als Landesstraße 3001 geht hier von der Rathenaustraße auf die Kaiserstraße über.
Der folgende Knoten ist die von Osten her einmündende Große Marktstraße, der übernächste die Kreuzung mit der Einkaufsstraße Frankfurter Straße, die hier einen leichten Knick aufweist und ab hier nach Osten als Fußgängerzone ausgewiesen ist. Der westliche Abschnitt führt am Ledermuseum und Dreieich-Park vorbei bis zur Stadtgrenze Oberrad.
Nördlich der Frankfurter Straße weitet sich das Straßenprofil der Kaiserstraße von etwa 18 Metern auf knapp 30 Meter auf und bietet das Bild eines klassischen gründerzeitlichen Boulevards.
Als Nächstes öffnet sich nach Osten der ebenfalls als Fußgängerzone ausgewiesene Platz der Deutschen Einheit, an dem sich das Haus der Wirtschaft befindet und der Stadthof mit dem Rathaus. Der folgende Straßenknoten ist der größte im Verlauf der Kaiserstraße, die Kreuzung mit der Berliner Straße (Bundesstraße 43) und der Domstraße. Jenseits dieses Knotens liegt auf der östlichen Straßenseite bis zur Speyerstraße der Büsing-Park.
Die folgenden Querstraßen sind Bernardstraße/Speyerstraße und (am Capitol – der ehemaligen Synagoge) die Goethestraße. Das nördliche Ende der Kaiserstraße bildet der Knoten mit der Bettinastraße, der Mainstraße und dem Nordring, wo die Fahrbahn der Kaiserstraße in einer weiten Rechtskurve in die Carl-Ulrich-Brücke übergeht.

## Straßennamen
Die Kaiserstraße wechselte gleich mehrmals ihren Namen, zunächst Kanalstraße benannt, zwischen 1919 und 1933 hieß sie Straße der Republik und heute Kaiserstraße.

## Straßenquerschnitt
Vom Main bis zur Kreuzung Frankfurter Straße ist die Straße 29 Meter breit und als Allee mit doppelter Baumreihe und einem mittigen Fußgängerweg gestaltet.

## Verkehr

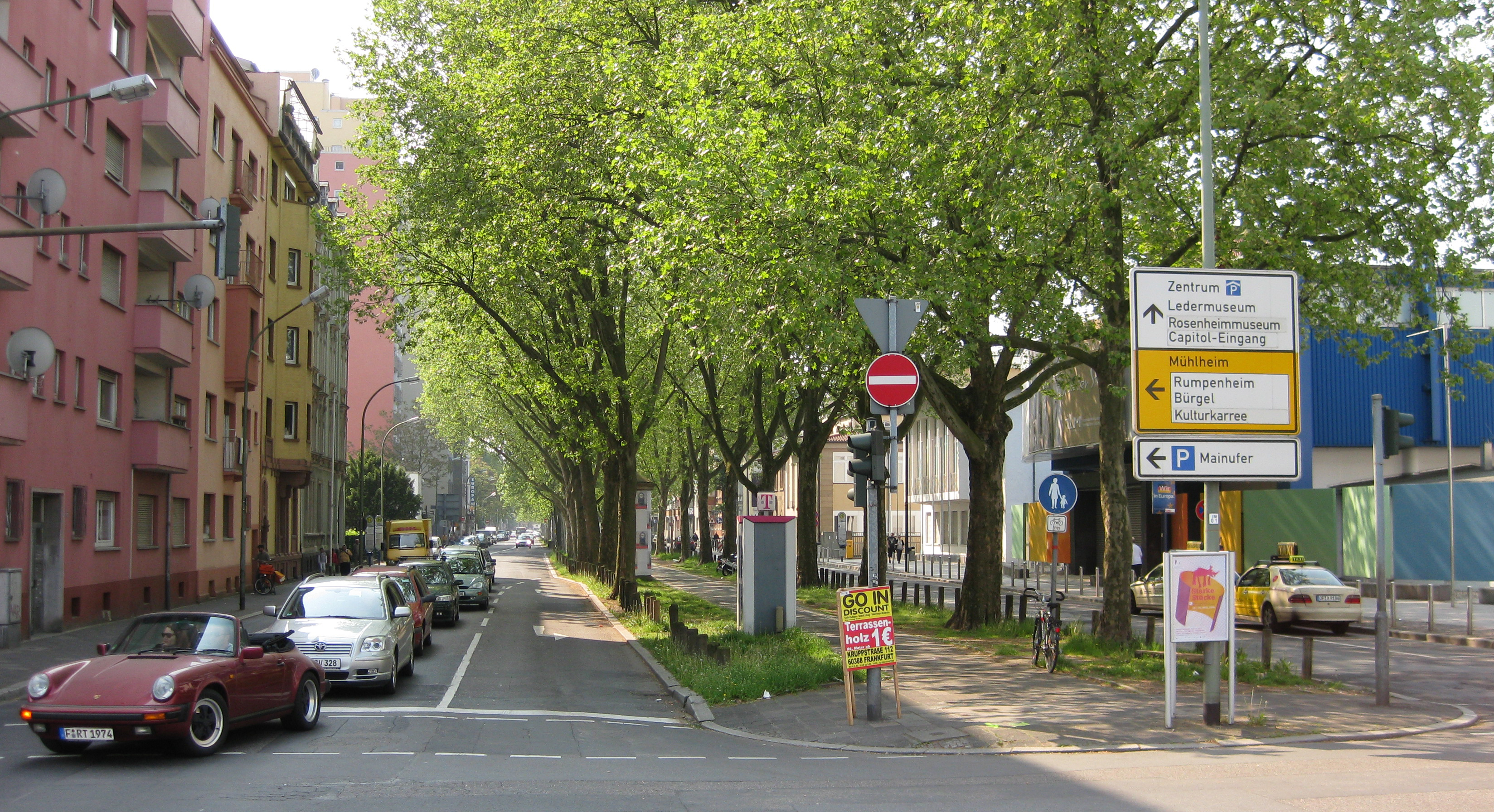
Die Kaiserstraße (von Norden nach Süden)

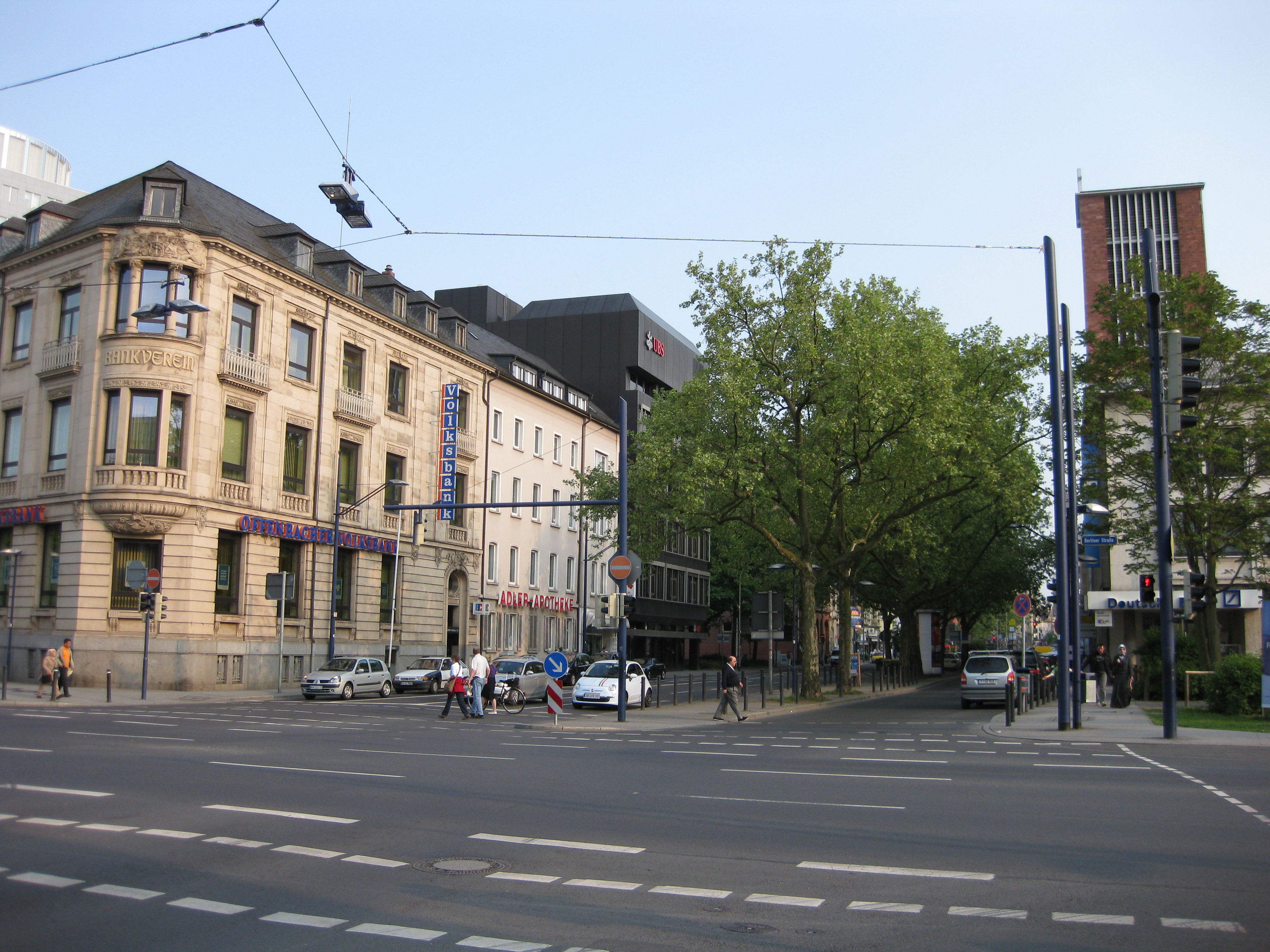
Die Kreuzung mit der Berliner Straße

### Straßenverkehr
Die Kaiserstraße ist nördlich der Einmündung der Rathenaustraße bis zum Übergang in die Carl-Ulrich-Brücke Teil der Landesstraße 3001, die von Süd (Dreieich-Offenthal) nach Nord (Bergen-Enkheim) durch den Frankfurter Osten verläuft. Der südliche, nicht klassifizierte, Abschnitt zwischen Hauptbahnhof und Rathenaustraße war eine Einbahnstraße und ist erst seit 2007 wieder in beide Richtungen befahrbar.
Für den Straßenverkehr wichtige Querstraßen sind
- die Bismarckstraße, die nördlich parallel zur Bebraer Bahn durch die südliche Innenstadt verläuft, sie geht im Westen in den Dreieichring über und mündet im Osten in die Bieberer Straße (B 448).
- die Rathenaustraße, die den Verlauf der L 3001 in südliche Richtung bis zur wichtigsten Ausfallstraße im Offenbacher Südwesten, der Sprendlinger Landstraße, weiterführt.
- die Frankfurter Straße, deren westlicher Abschnitt als Kreisstraße 816 ins benachbarte Frankfurt-Oberrad und weiter nach Sachsenhausen führt.
- die Berliner Straße (Bundesstraße 43) führt im Westen in die Frankfurter Innenstadt, im Osten nach Mühlheim am Main und Hanau.
- am südlichen Brückenkopf mündet von Westen der Nordring, der von Kaiserlei und dem Hafen hierher führt, nach Osten beginnt hier die Mainstraße in Richtung Bürgel.

### ÖPNV

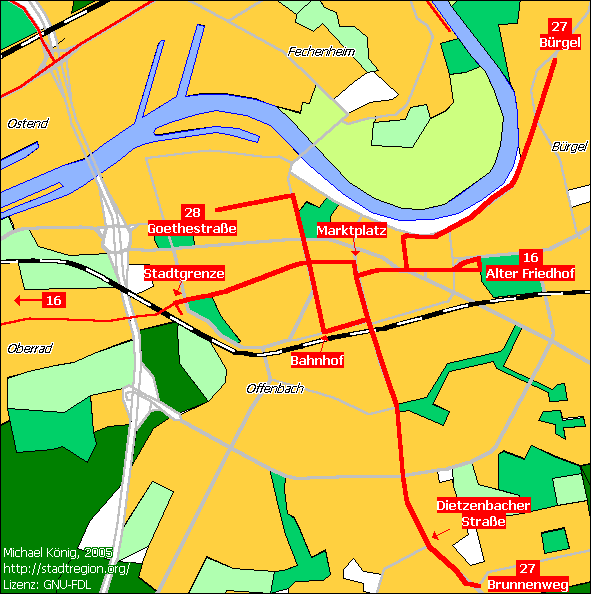
Die Kaiserstraße im Liniennetz der ehemaligen Offenbacher Straßenbahn

Die Kaiserstraße ist durch den Hauptbahnhof und den S-Bahnhof Marktplatz des City-Tunnels durch die S-Bahn-Linien S 1, S 2, S 8 und S 9 an den Schienenverkehr angeschlossen. Entlang der Straße verkehren Buslinien der Offenbacher Verkehrsbetriebe.
Die Kaiserstraße wurde von 1908 bis 1963 von Straßenbahnen befahren. Am 29. Oktober 1908 eröffnete die neue Linie 27, die aus dem Offenbacher Nordwesten über die Goethestraße und die Kaiserstraße zum Hauptbahnhof verkehrte. Ab 7. September verkehrte außerdem die Linie 28 von der Gothestraße über die nördliche Kaiserstraße und die Frankfurter Straße zum Alten Friedhof. Nach der Eröffnung einer Neubaustrecke durch die Waldstraße zur Dietzenbacher Straße am 15. Oktober 1927 wurde das Liniennetz umgestellt, seither fuhr auf der nördlichen Kaiserstraße die Linie 28 (Goethestraße – Marktplatz – Dietzenbacher Straße), auf der südlichen die Linie 27 (Hauptbahnhof – Marktplatz – Bürgel). 1935 bis 1939 wurde die Straßenbahn auf zwischen Frankfurter Straße und Hauptbahnhof durch Autobusse ersetzt, was aber nicht überzeugte und deshalb rückgängig gemacht wurde. Am 11. Juni 1951 wurde die Straßenbahnlinie 27 durch den Oberleitungsbus Offenbach am Main ersetzt und die Gleise auf der nördlichen Kaiserstraße stillgelegt. Am 3. November 1963 wurde die Straßenbahn auf der südlichen Kaiserstraße eingestellt.
Von 1951 bis 1972 verkehrten in der Kaiserstraße zwischen Goethestraße und Hauptbahnhof Oberleitungsbusse.
- siehe auch: Nahverkehr in Offenbach (NIO)

## Gebäude

Gebäude entlang der Kaiserstraße
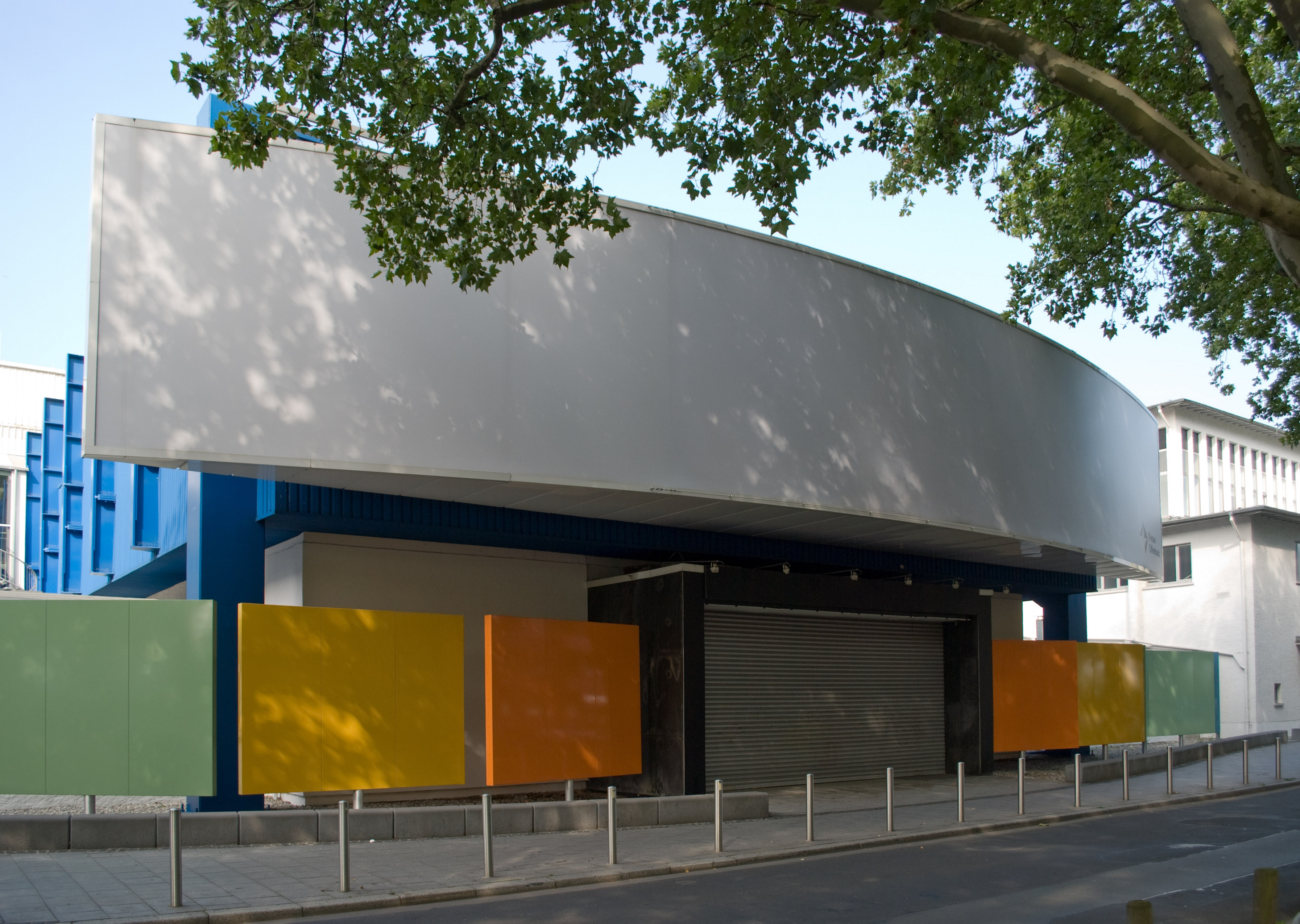
Messe Offenbach, Eingang Kaiserstraße
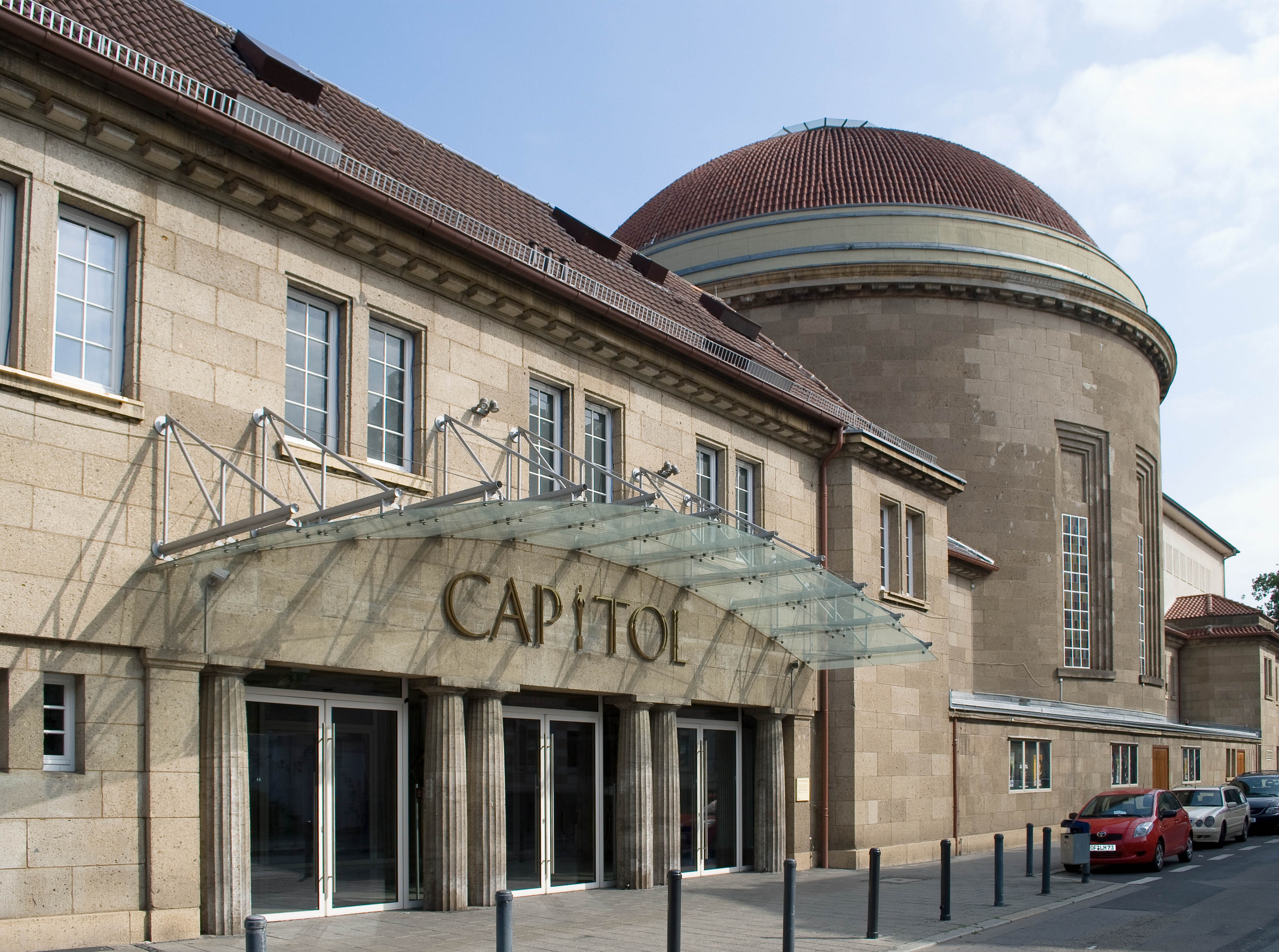
Capitol, ehemalige Synagoge
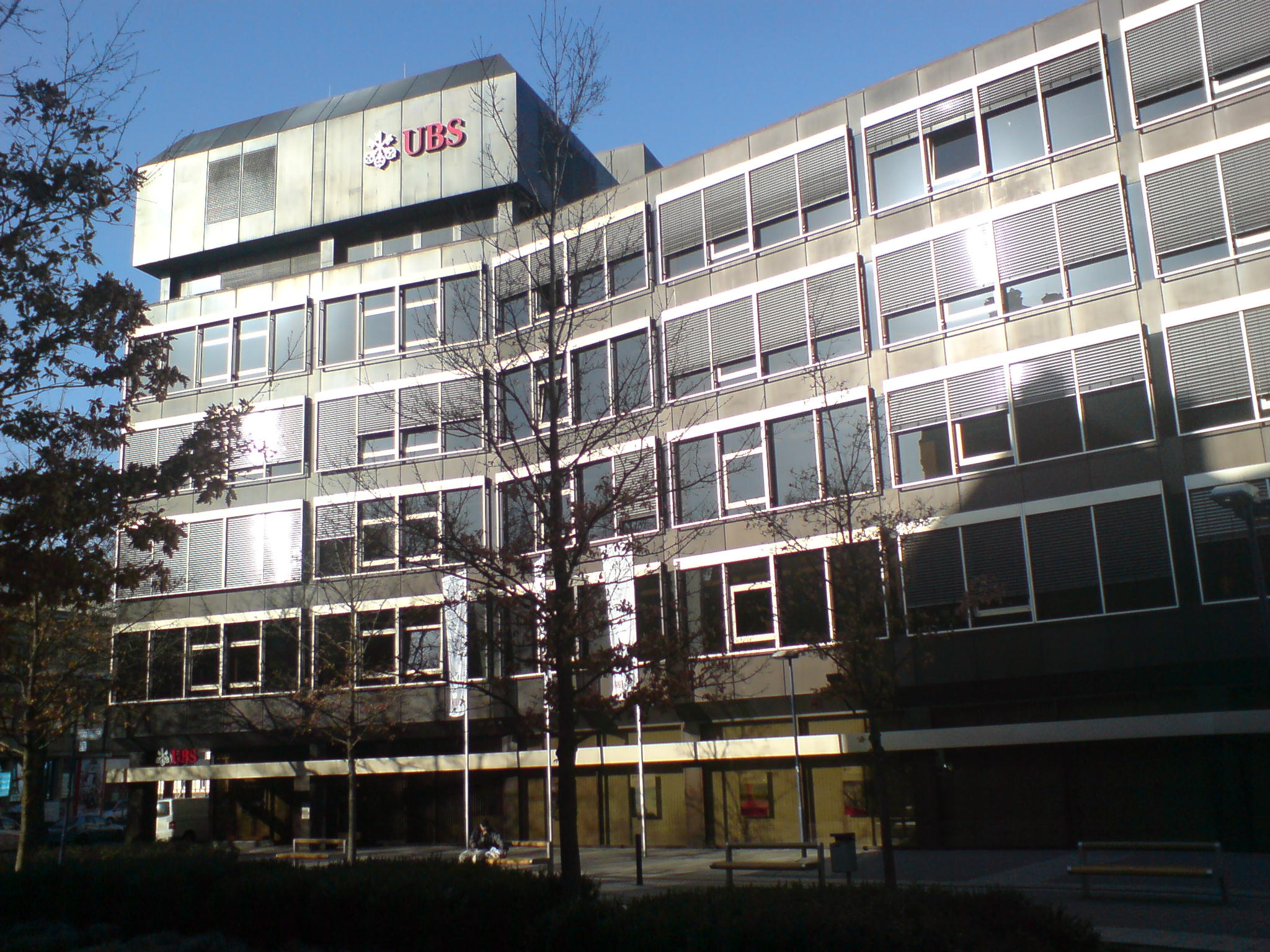
UBS-Gebäude
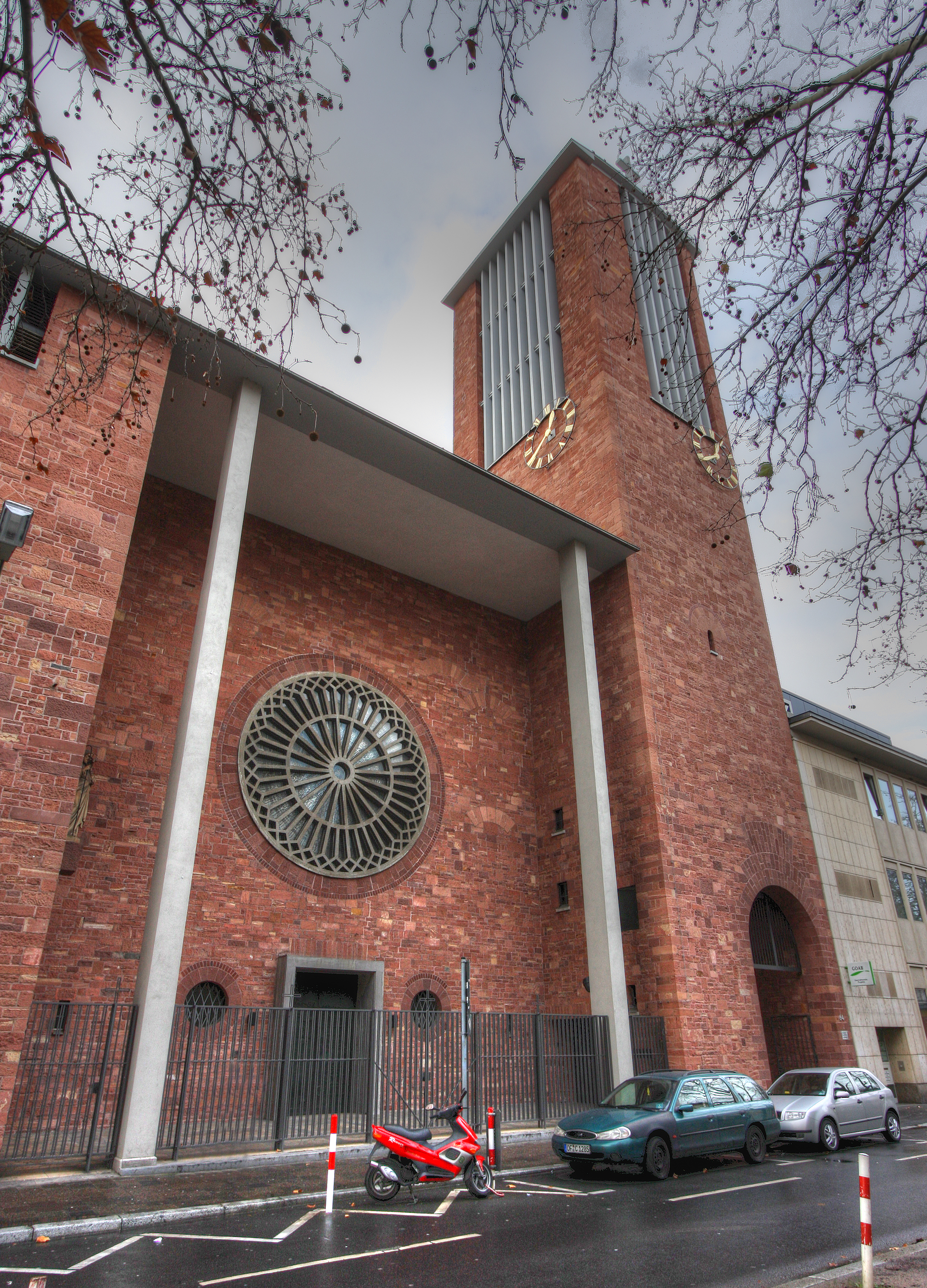
Kirche St. Paul, 1953 nach Kriegszerstörung neu aufgebaut
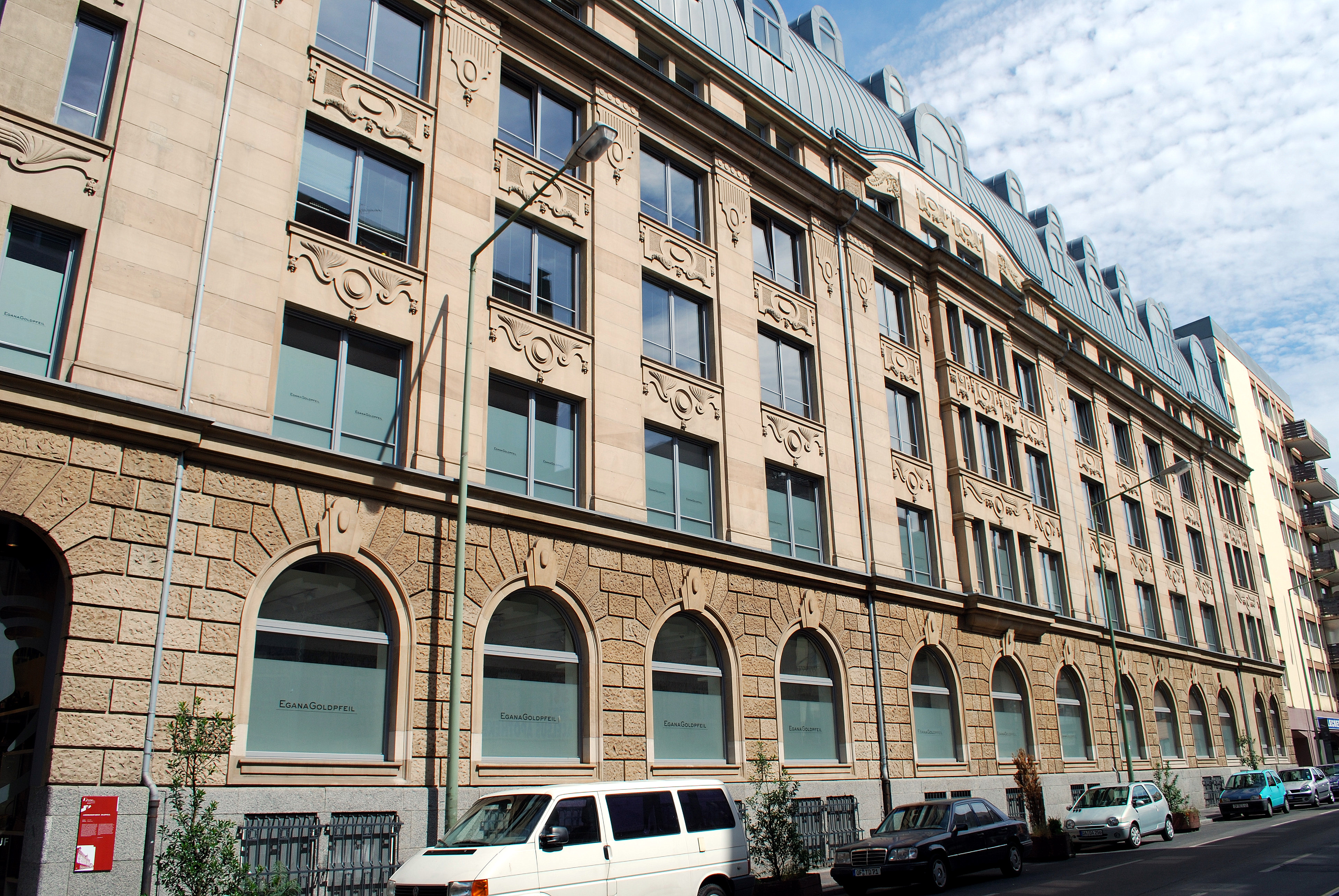
Einstiges Goldpfeilhaus

In der von 1913 bis 1916 errichteten ehemaligen Offenbacher Synagoge an der Ecke zur Goethestraße befindet sich heute das Kultur- und Veranstaltungszentrum Capitol. 1955/56 wurde in unmittelbarer Nähe die Neue Synagoge errichtet. 1953 entstand nach Plänen des Offenbacher Architekten Carl Müller der Neubau der katholischen Kirche St. Paul anstelle des kriegszerstörten, 1828 eingeweihten Kirchengebäudes. Entlang der Kaiserstraße unterhalten zahlreiche Banken Filialen, darunter die Commerzbank, Deutsche Bank, UBS und die Städtische Sparkasse. Ebenso befinden sich die Messe Offenbach, das einstige Goldpfeilhaus, in welchem sich bis zu ihrer Abwicklung 2009 die europäische Holding von EganaGoldpfeil befand und das Justizzentrum an der Straße. Das traditionsreiche Hotel Kaiserhof liegt in Nähe des Hauptbahnhofs.
Zwischen 1859 und 1894 befand sich auf dem heutigen Gelände des Justizkomplexes das Offenbacher Hospital, das dann aus Platzgründen einen großzügigen Neubau am Starkenburgring erhielt.
In der Straße befanden sich bis in die 1990er Jahre zwei Kinos, das Broadway (in der Nähe des Hauptbahnhofs, heute ein Ladengeschäft) und das Universum (heute ein Supermarkt).

## Ausstellung
- 250 Jahre Kaiserstraße – 1 Kilometer Offenbacher Geschichte. Amt für Öffentlichkeitsarbeit, August 2016[5]